# Heinrich Hitler
Heinrich Hitler (14 de marzo de 1920 – 21 de febrero de 1942), apodado «Heinz», era hijo de Alois Hitler Jr. y su segunda esposa Hedwig Heidemann y sobrino de Adolf Hitler. Cuando comenzó la Segunda Guerra Mundial, se unió a la Wehrmacht y sirvió en el Frente Oriental, donde fue capturado y murió en prisión en 1942.

## Biografía
A diferencia de su medio hermano William Patrick Hitler, Heinz era nazi. Asistió a una academia militar de élite nazi, los Institutos Nacionales de Política de la Educación (Napola) en Ballenstedt/Sajonia-Anhalt. Aspiraba a ser oficial. Heinz se unió a la Wehrmacht como suboficial de señales con el 23.º Regimiento de Artillería en la plaza Potsdamer de 1941, y participó en la invasión de la Unión Soviética, la Operación Barbarroja. El 10 de enero de 1942, fue capturado por las fuerzas soviéticas y enviado a la prisión militar de Butyrka en Moscú, donde murió, con 21 años, después de varias semanas de interrogatorios y torturas.